# Sveriges Ingenjörer

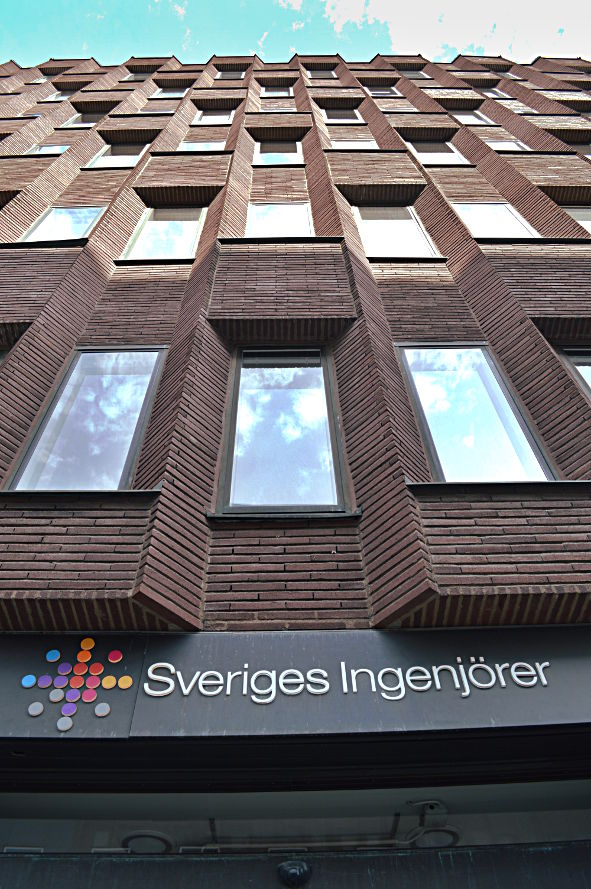
Huvudkontoret (Ingenjörshuset) för fackförbundet Sveriges Ingenjörer.

Sveriges Ingenjörer är ett svenskt fackförbund och intresseorganisation för högskoleutbildade ingenjörer inom Saco. Förbundet har cirka 180 000 medlemmar och är Sacos näst största förbund. Sveriges Ingenjörer nyttjar Engineers of Sweden som sitt engelska namn.

## Allmänt
Sveriges Ingenjörer arbetar för god kompetens-, löne- och professionsutveckling för sina medlemmar. Förbundet ska stärka högskoleutbildade ingenjörers konkurrenskraft, ge medlemmarna individuellt stöd och som arbetsmarknadspart föra deras talan. Centralt i förbundets arbete såväl gentemot medlemmarna som i opinionsbildning är synen på ingenjörer och deras avgörande betydelse för Sveriges export och inhemska industri och välfärdsutveckling.
Förbundet tecknar kollektivavtal på cirka 80 branschområden. Kollektivavtalen reglerar arbetsvillkor, påverkar lönebildning och samverkan arbetstagare och arbetsgivare emellan.

## Historia

### Bakgrund
1861 bildades föreningen U.V.S. (Utilitatis Veritatisque Societas, svenska: "samfundet för nytta och sanning"), som är föregångaren till Svenska Teknologföreningen (STF). 1954 bildades Civilingenjörsförbundet (CF). 1974 gick CF samman med STF.
Föregångaren till Ingenjörsförbundet var Tekniska Läroverkens Ingenjörsförbund, TLI, som bildades 1941. 1989 bytte TLI namn till Ingenjörsförbundet.

### Sveriges Ingenjörer
Sveriges Ingenjörer bildades 1 januari 2007 som en sammanslagning av Civilingenjörsförbundet (CF) och Ingenjörsförbundet.

## Andel fackligt anslutna civilingenjörer
Åren 2017–2019 låg civilingenjörernas fackliga organisationsgrad i intervallet 79–81 procent, varav i offentlig sektor 78–82 procent och i privat sektor 79–81 procent. Bland inrikes födda civilingenjörer var organisationsgraden 81–83 procent och bland utrikes födda 69–72 procent. Åren 2001–2003 var cirka 79–80 procent av civilingenjörerna fackligt anslutna.

## Levipriset
År 2014 instiftade Sveriges Ingenjörer ett arbetsmiljöpris uppkallat efter professor emeritus Lennart Levi. Det delas ut till lärare, handledare eller ingenjörer som på något sätt främjar arbetet med god arbetsmiljö. Prissumman är på 50 000 kronor.

### Pristagare
- 2025 - Malin Alsved och Jakob Löndahl, Lund tekniska högskola och Lunds universitet
- 2024 - Catherine Trask, KTH
- 2023 - Lars Hanson, Högskolan i Skövde
- 2022 - Jan ”Gulan” Gulliksen, KTH
- 2021 – Maral Babapour Chafi, Chalmers Tekniska Högskola
- 2020 – Jonas Borell, Lunds Tekniska Högskola
- 2019 – Cecilia Berlin, Chalmers Tekniska Högskola
- 2018 – Mats Ericson, KTH
- 2017 – Cecilia Österman, Linnéuniversitetet
- 2016 – Anette Karltun, Högskolan i Jönköping och Martina Berglund, LiU
- 2015 – Anna Williamsson, KTH
- 2014 – Helena Tobiasson, KTH
- 2013 – Saman Hosseinpour, Veluska Arias, Erik Gabrielsson, Moa Ziethén Granlund, Mikaela Helander och Pontus Olin, KTH
- 2012 – Alexis Rydell, Högskolan Dalarna
- 2011 – Magnus Stenberg, LTU
- 2010 – Anna-Lisa Osvalder, Chalmers tekniska högskola
- 2009 – Linda Rose, KTH
- 2008 – Stig Karlsson, LTU och Pernilla Ulfvengren,  KTH
- 2007 – Bo Johansson, LTU
- 2006 – Jörgen Ljung, LiU
- 2005 – Bengt Sandblad, Uppsala universitet
- 2004 – Eva Mauritzon-Sandberg, LTU.